# 捕风塔

埃及风塔（malqaf）功能示意图

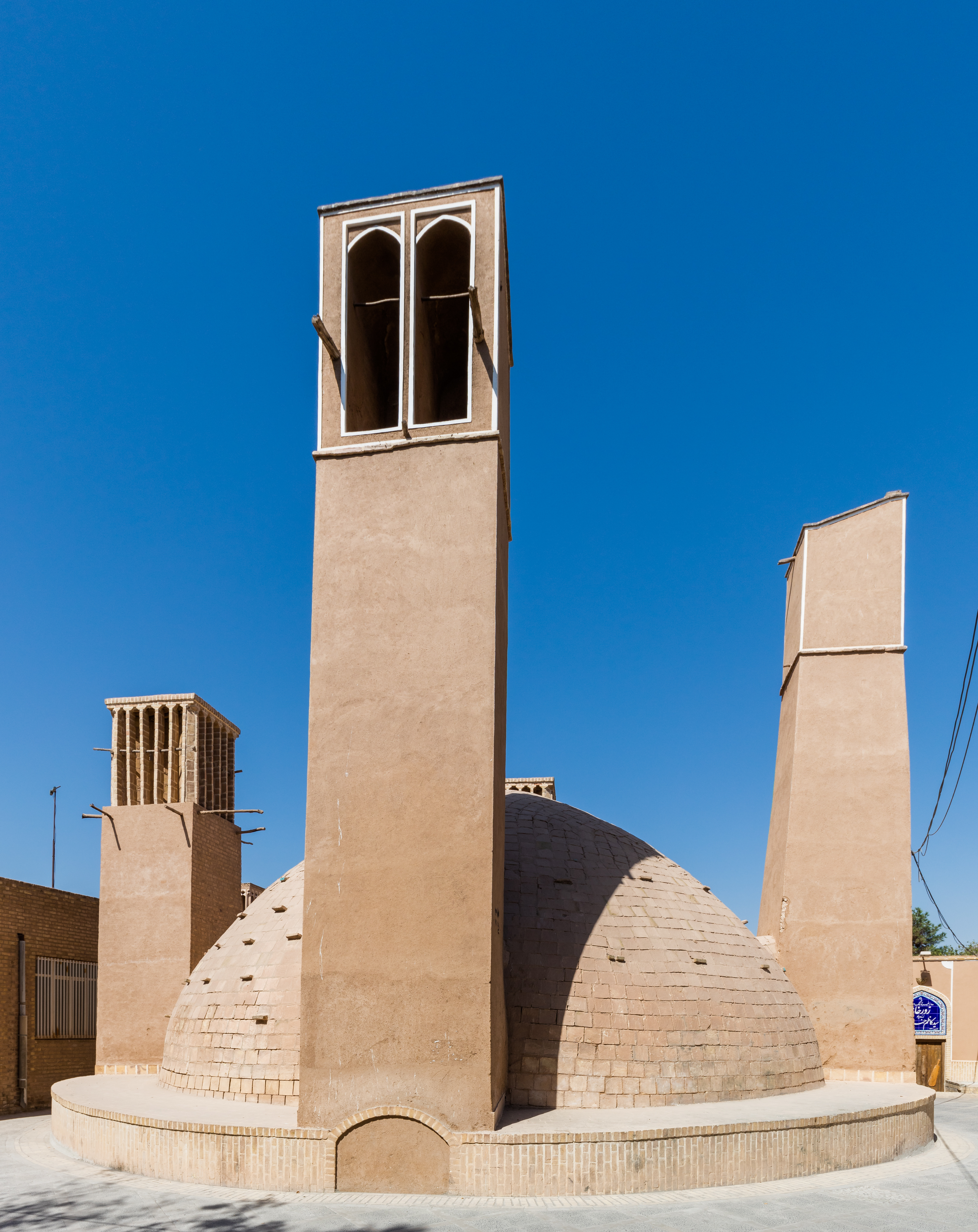
亚兹德的储水设备和风塔

捕风塔（阿拉伯语：‎；波斯語：‎），也叫风塔，是一种广泛见于北非、西亚和印度的传统建筑元素，用于给建筑通风、制冷。不同地区形制差异很大，这主要取决于当地的盛行风风向。
其发源地存在争议。埃及、伊朗和阿拉伯联合酋长国都声称是他们发明了风塔。